# الإبادة الثقافية في الولايات المتحدة
الإبادة الثقافية في الولايات المتحدة تتألف من تفكيك الثقافة وتفكيك المجتمع. حيث ان التفكك المادي والثقافي للسكان الأصليين من خلال إجبارهم على الالتحاق بالمدارس الداخلية إلى جانب التمييز ضدهم بسبب الاستخدام الفعال للقانون هما مظهران من مظاهر الإبادة الثقافية في الولايات المتحدة.

## ضد السكان الأصليين
في إشارة إلى الاستعمار في الولايات المتحدة، صرح رافائيل ليمكين أن «العبودية الاستعمارية للهنود الأمريكيين كانت إبادة ثقافية». كما ذكر أن الاستعمار في الولايات المتحدة يشكل «طريقة فعالة وشاملة لتدمير الثقافة وتفكيك المجتمع البشري». وميز ليمكين بين «التغيير الثقافي والإبادة الثقافية». لقد عرّف الأول على أنه عملية انتقال بطيئة وتدريجية إلى مواقف جديدة، ووصف الأخير بأنه نتيجة لتغيير جذري وعنيف استلزم «الهدف الذي تم التخطيط له مسبقاً من قبل مرتكبو الإبادة الجماعية الثقافية». ويعتقد ليمكين أن الإبادة الثقافية تحدث فقط عندما تكون هناك «عمليات جراحية على الثقافات واغتيالات متعمدة للحضارات».
وفقًا لفنسنت شيلينغ، الذي تحدث إلى BBC Trending ، إن معظم الناس على دراية بالفظائع التاريخية التي ارتكبت ضد شعبهم، ولكن هناك «قدرًا كبيرًا من سوء الفهم حول تاريخ الأمريكيين الأصليين وتاريخ شعوب الأمم الأولى». وأضاف أن الأمريكيين الأصليين عانوا أيضًا من «إبادة ثقافية» بسبب الآثار المتبقية للاستعمار.